# Malus bhutanica
Malus bhutanica är en rosväxtart som först beskrevs av William Wright Smith, och fick sitt nu gällande namn av James Bird Phipps. Malus bhutanica ingår i släktet aplar, och familjen rosväxter. Inga underarter finns listade i Catalogue of Life.